# Искусственное дыхание

## История ИВЛ
В 1530 году Парацельс — Филипп Ауреолус Теофраст Бомбаст фон Гогенгейм  (1493—1541) — с успехом применил при асфиксии вентиляцию через специальный ротовой воздуховод кожаными мехами, предназначенными для раздувания огня в камине.
Через 13 лет один из основоположников анатомии эпохи Возрождения Везалий — Андреас Везалий — (1514—1564) опубликовал свой фундаментальный труд «О строении человеческого тела» («De humani corporis fabrica libri septem», 1543). Опыты с двусторонним вскрытием плевральных полостей у животных привели его к методу искусственной вентиляции лёгких через введённую в трахею трубку: «Чтобы к животному возвратилась жизнь, надо сделать отверстие в стволе дыхательного горла, куда вставить трубку из камыша или тростника и дуть в неё, дабы лёгкое поднялось и доставляло животному воздух». Впрочем, трахеотомия была выполнена Асклепиадом ещё в 124 году до н. э.
Начиная со времён Парацельса меха и дыхательные подушки различных конструкций для проведения неотложной ИВЛ были распространены довольно широко; особенно богатым на изобретения в этой области стал XVIII век. Британский священник Стивен Хейлз (1667-I761) создал один из первых ручных аппаратов для вдувания воздуха в лёгкие под названием «респиратор», а его соотечественник, выдающийся анатом и хирург Джон Хантер (1728—1793), изобрёл двойной мех с направляющими клапанами (1775). Годом раньше Джозеф Пристли (1733—1804) впервые получил кислород, а уже спустя пять лет французский акушер Франсуа Шоссье (1746—1828) предложил вдувание кислорода с помощью дыхательного мешка и маски при оживлении новорождённых — мнимоумерших, как это тогда называли. Можно с уверенностью сказать, что в этот период экспираторный способ ИВЛ был на повседневно-бытовом уровне столь же очевиден и общепринят, как наложение жгута для остановки кровотечения, приём алкоголя при переохлаждении или вызывание рвоты при пищевом отравлении.
Популярное руководство по реанимации «Краткая книжка для народа, содержащая лёгкое и удобопонятное наставление, как с усопшими, замёрзшими, удавившимися, упавшими в обморок, повесившимися или кажущимися быть мёртвыми, поступать надлежит», изданное в Санкт-Петербурге в 1799 году, рекомендовало «стараться, чтобы впустить ему (то есть пострадавшему) в лёгкое опять воздух посредством вдыхания изо рта в рот или помощью раздувательного мешочка» (пит. по Г. А. Степанскому, 1960).
В 1821 году во Франции Леруа д'Этиоль сделал важный шаг — предложил дыхательный мех с мерной линейкой, позволявший дозировать объём вдоха. Побудительным мотивом этого изобретения стали описанные автором наблюдения разрывов лёгких мехами, которые, в свою очередь, неожиданно быстро привели к отказу от способа вдувания вообще. С середины XIX века уделом спасателей более чем на столетие стали «ручные» способы van Hasselt (Голландия, 1847), Маршалл Холл (Англия, 1856), Silvester (Англия, 1858), Hovard (США, 1871), Shafer (Англия, 1904), Nielsen (Дания, 1932) и мн. др., техника которых напоминала подчас приёмы борьбы. Лишь в 60-е годы XX века сравнительные исследования дыхательных объёмов окончательно доказали неэффективность наружных способов ИВЛ; единственным показанием к ним сегодня остаётся опасное для реаниматора отравление БОВ (при отсутствии какого бы то ни было аппарата).
Достаточно серьёзным аргументом противников ИВЛ с помощью мехов было и устоявшееся мнение, что интубация трахеи, впервые произведённая французом Guy de Chauliac ещё в XIV веке, малоперспективна ввиду технической трудности. И это несмотря на то, что технологии протезирования дыхательных путей также успели уже получить значительное развитие: в 1734 году Pugh изобрёл армированную эндотрахеальную трубку, в 1792 Сипу предложил дополнять интубацию трахеи дренированием желудка с помощью зонда, а в 1807 Chaussier впервые создал трубку с герметизирующей манжеткой.
Лишь в самом конце XIX века начались попытки, вначале робкие, реабилитации способа вдувания. В 1891 году парижский хирург Theodore Tuffier успешно резецировал верхушку лёгкого: по поводу туберкулёзного процесса, применив ИВЛ вдуванием через трахеальную трубку с манжетой. В 1887 году в США Joseph O'Dwyer предложил трубку для интубации трахеи с герметизирующей оливой, а в 1891 George Fell изобрёл очередной мех для ИВЛ с управляемым вручную клапаном выдоха. В 1896 O’Dwyer соединил ручной мех Fell’s со своей трубкой, заменив клапан тройником, отверстие которого прикрывалось большим пальцем врача. Обретя вскоре гораздо более удобный ножной привод, «аппарат искусственного дыхания Фелла-О’Дуайера» получил в Америке широкое распространение — причём не только в неотложной помощи, но и при операциях на открытой грудной клетке (R. Matas, 1898).
Весной 1900 года Василий Дмитриевич Добромыслов (1869—1917), в то время — сверхштатный ассистент при кафедре госпитальной хирургической клиники Томского университета — выполнил три успешные резекции пищевода у собак, проводя им «гиперпрессию через горлосечную трубку» — ИВЛ через трахеостому кузнечными мехами с приводом от электродвигателя.
В 1907 году небольшая любекская компания Drager сделала для горноспасателей чемоданчик «Pulmoftx» с кислородным баллоном, патефонным механизмом, вращавшим золотник, и лицевой маской на гибком шланге. Несмотря на это, однако, в 1904 году молодой Ernst Ferdinand Sauerbruch из клиники Микулича в Бреслау получил всемирную известность, начав производить торакальные операции внутри камеры с перемежающимся разрежением, из которой наружу выступала лишь голова больного.

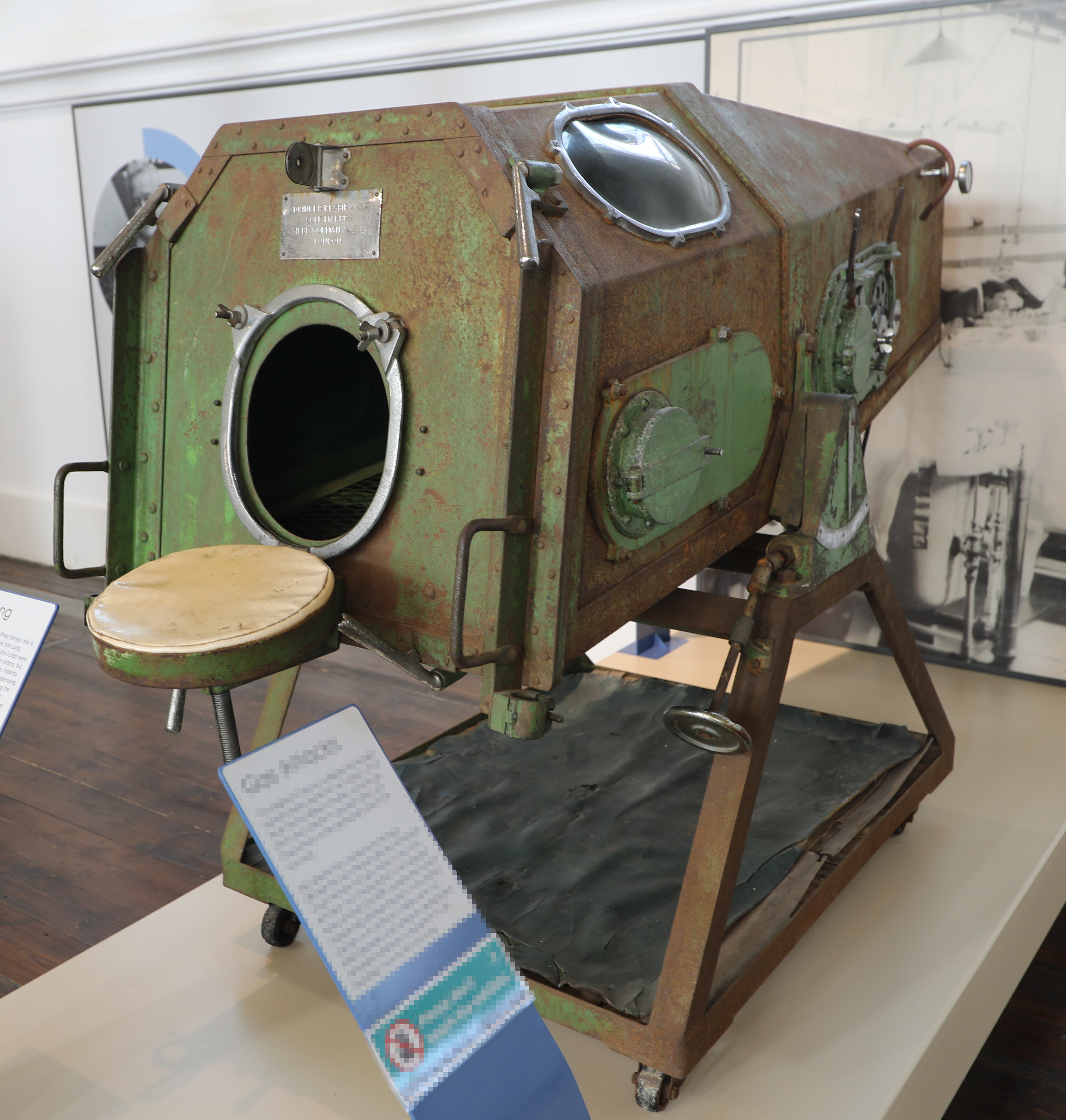
Iron Lung, выставленный в часовне больницы Нетли. 2018 год.

В 1928 году Филип Дринкер (англ. Philip Drinker) и Луи Агассиз Шоу (младший) (англ. Louis Agassiz Shaw Jr.) создали аппарат для обеспечения дыхательной функции у больных полиомиелитом и поместили в него первого парализованного пациента. Первоначально они назвали свой аппарат Drinker respirator, но через несколько дней переименовали его в Iron Lung («железное лёгкое»). Вплоть до 1960-х (до массовой вакцинации против полиомиелита) эти аппараты широко использовались для поддержания жизни парализованных пациентов, и несколько сохранившихся в частных руках экземпляров работали и в XXI веке, поддерживая жизнь своих владельцев. В 2018 году осталось всего три действующих аппарата Iron Lung, и все — в США: в доме парализованного в детстве далласца Пола Александера, у Марты Энн Лилард (англ. Martha Ann Lillard) в штате Оклахома и у Моны Рэндольф (англ. Mona Randolph) в штате Миссури.
В 1931 году американец Ralph M. Waters продемонстрировал, что ИВЛ во время анестезии с одинаковым эффектом производится как ручным мешком, так и мехом с электрическим приводом.
В 1938 появился автоматический «Spiropulsator» шведского хирурга Кларенса Крофоорда. После второй мировой войны мешок для ручной ИВЛ окончательно стал необходимой принадлежностью наркозного аппарата, а в пятидесятых Drager выпустил первый серийный аппарат «Sulla» для наркоза с автоматизированной ИВЛ.

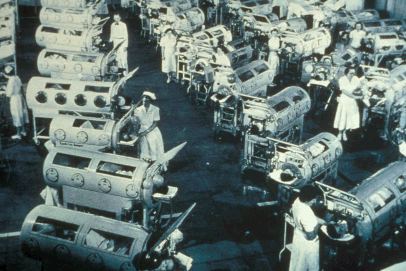
Пациенты, поражённые полиомиелитом, в аппаратах Iron lung

Подобно тому, как всякая крупная война вызывала волну внедрения новых плазмозаменителей, стимулами к созданию новых аппаратов ИВЛ становились в XX веке эпидемии полиомиелита. Не всегда это были аппараты, вдувающие воздух в лёгкие, но методика длительного протезирования внешнего дыхания действительно отрабатывалась прежде всего на жертвах паралича дыхательной мускулатуры.
В 1952 году появился первый массовый аппарат объёмного вытеснения шведа C.G. Engstrom — очень долговечная и надёжная машина, ставшая прототипом громадного числа подражаний во всём мире, в том числе отечественных АНД-2 и семейства РО. Вплоть до 1970-х годов в зарубежных клиниках широко применялись, однако, и наследники «камеры Зауэрбруха-Брауэролла» — громоздкие агрегаты для создания колебаний внешнего давления вокруг тела пациента вроде так называемых кирасных (для грудной клетки) или циклопических танковых (для всего тела) респираторов, качающиеся кровати и т. п.
Господствующая сегодня вентиляция путём вдувания, — так называемый внутренний способ ИВЛ — далеко не единственная возможность протезирования внешнего дыхания. Всё многообразие известных методов легче всего систематизировать на основе простой функциональной схемы системы внешнего дыхания. Пока нельзя непосредственно воздействовать на дыхательные центры, однако уже давно известна как временная чрескожная, так и постоянная, с помощью имплантированных электродов, электростимуляция диафрагмальных нервов («френнкус-стимуляция»). Можно стимулировать и непосредственно саму диафрагму, располагая электроды на коже в проекциях мест прикрепления куполов или имплантируя их непосредственно в мышечную ткань диафрагмы например, малоинвазивным лапароскопическим способом (DrMarco A.F., Mortimer J.F., Stellate Т., 2001). Можно воздействовать перемежающимся разрежением на грудную клетку или всё тело, можно изменять ёмкость грудной клетки или положение диафрагмы многочисленными ручными способами или с помощью качающейся кровати. Можно снаружи воздействовать и непосредственно на сами лёгкие, создавая в плевральных полостях что-то подобное пульсирующему пневмотораксу (так называемый трансплевральный массаж лёгких по В. П. Смольникову). Почему же самое банальное вдувание воздуха через дыхательные пути оказалось самым живучим способом ИВЛ? Помимо более высокой управляемости, приобретающей решающее значение при длительной поддержке, тому есть ещё одна причина. Как несложно заметить, чтобы работал каждый из способов, должны быть сохранны нижележащие компоненты системы. Поэтому стимуляция диафрагмальных нервов, например, применяется в основном при высоких повреждениях спинного мозга или иных неврологических заболеваниях, танковый респиратор также требует отсутствия пневмоторакса, интактных лёгких и т. п. А способ вдувания оказывается наиболее универсальным, действуя даже при тяжёлых механических повреждениях системы.
Одним из современных вариантов ИВЛ подобного рода является имплантация электродов-антенн радиочастотного водителя ритма диафрагмы. Радиосигнал от компактного излучателя передаётся на антенны, имплантированные под кожу туловища, которые преобразуют его в электрический импульс и передают на электроды, фиксированные непосредственно на диафрагмальных нервах. Импульсы частота амплитуда которых напоминают характеристики естественной волны деполяризации нервного волокна, вызывают ритмичные сокращения куполов диафрагмы и присасывание воздуха в грудную клетку,
В сентябре 2004 года была организована первая операция подобного рода у гражданина России, выполненная по поводу несостоятельности дыхательных центров в университетской клинике Тампере (Финляндия). Возврат способа вдувания и эндотрахеальной интубации получили неожиданное развитие: опасность разрыва лёгких неожиданно вернулась в виде концепции баротравмы. Развитие науки и практики, включая витки спирали, становится всё более быстротечным, однако знание истории пройденного пути всё же избавляет от многих неприятностей.
В самом широком смысле под респираторной поддержкой понимается сегодня полное или частичное протезирование функции внешнего дыхания. При этом чем полнее протезирование, тем с большим основанием можно говорить о классической искусственной вентиляции лёгких (ИВЛ), а чем больше полномочий в процессе внешнего дыхания мы делегируем самому больному — тем точнее ситуация описывается более новым термином респираторная поддержка (РП).
Появление качественно новой аппаратуры, построенной на принципах цифрового адаптивного управления, сделало возможным подлинное сотрудничество между аппаратом и больным, когда аппарат лишь берёт на себя — строго в необходимой мере, частично или полностью,— механическую работу дыхания, оставляя пациенту функцию текущего управления — опять-таки в той мере, в какой больной способен её выполнять. Оборотной стороной высокого комфорта и эффективности стало, однако, расширение возможностей ошибки врача-оператора при управлении столь сложной техникой.

## Цели проведения ИВЛ

### Физиологические
1. Поддержка обмена газов
  - Альвеолярной вентиляции (PaCO2 и PH)
  - Артериальной оксигенации (PaO2 и SatO2)
2. Повышение объёма лёгких
  - В конце вдоха (профилактика или лечение ателектазов, повышение оксигенации)
  - В конце выдоха (повышение ФОЕ, улучшение V/Q, профилактика VILI и т. д.)
3. Уменьшение работы дыхания

### Клинические
- Лечение гипоксемии
- Лечение дыхательного ацидоза
- Защита от респираторного дистресса
- Профилактика и лечение ателектазов
- Поддержка работы дыхательной мускулатуры
- Седатация и релаксация при оперативном вмешательстве
- Стабилизация грудной клетки
- Снижение системного и/или миокардиального потребления О2[7][8][9][10].

## Классификация конвенционных режимов ИВЛ

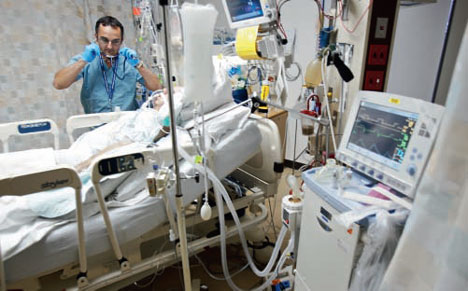
ИВЛ на посту отделения реанимации

Сегодня существует множество режимов искусственной и вспомогательной вентиляции лёгких, которые реализованы в различных современных «интеллектуальных» респираторах. Основные принципы переключения аппарата ИВЛ со вдоха на выдох заключаются в управляемом объёме (Volume Control Ventilation, VCV), подаваемом в дыхательные пути пациента, или же управляемом давлении (Pressure Control Ventilation, PCV), создаваемом в его дыхательных путях.
Все режимы вентиляции подразделяются на принудительные, принудительно-вспомогательные и вспомогательные.
Принудительные режимы: CMV (Controlled Mechanical Ventilation), управляемая механическая вентиляция с управляемым объёмом. У производителей разных аппаратов этот режим может носить различные названия — IPPV (Intermittent Positive Pressure Ventilation), вентиляция с перемежающимся положительным давлением, VCV (Volume Control Ventilation) или A/C (Assist/Control), ассистируемо-управляемая вентиляция. Перед аббревиатурой, обозначающей эти режимы, может стоять буква S: (S)CMV, (S)IPPV, указывающая на возможность (именно возможность, а вовсе не обязательность) синхронизации аппаратной принудительной вентиляции с попытками самостоятельного дыхания пациента.
В рамках ИВЛ с управляемым объёмом существует режим PLV (Pressure Limited Ventilation) — режим управляемой вентиляции с ограничением пикового давления на вдохе.
При проведении ИВЛ с управляемым объёмом, особенно при проведении длительной ИВЛ у пациентов с лёгочной патологией, часто применяют положительное давление в конце выдоха (ПДКВ, или PEEP — Positive End Expiratory Pressure) или постоянно положительное давление в дыхательных путях (ППДП, или CPAP — Continuous Positive Airway Pressure). Эти установки применяются для увеличения ФОЕ у пациента и улучшения трансальвеолярного газообмена. Выбор оптимального уровня РЕЕР или СРАР является отдельной, и очень непростой проблемой, решение которой невозможно без полноценного респираторного мониторинга.
При проведении ИВЛ с управляемым давлением (PCV), которая более всего подходит для респираторной поддержки у больных с синдромом острого повреждения лёгких, возможно проведение вентиляции с обратным (инвертированным) отношением вдоха к выдоху — PCV IRV (Pressure Control Inverse Ratio Ventilation).
К режимам принудительной вентиляции можно отнести разновидность вентиляции с управляемым давлением — BIPAP (Biphasic Positive Airway Pressure), он же DuoPAP, BiLevel, BiVent, PCV+, SPAP — искусственная вентиляция лёгких с двухфазным положительным давлением в дыхательных путях, дающая пациенту осуществлять относительно свободные дыхательные движения во время поддержания в его дыхательных путях как «верхнего», так и «нижнего» уровней давления, то есть в любую фазу аппаратного дыхательного цикла.
К принудительно-вспомогательным режимам ИВЛ относятся SIMV (Synchronized Intermittent Mandatory Ventilation) — синхронизированная перемежающаяся (периодическая) принудительная вентиляция и P-SIMV (Pressure Controlled Synchronized Intermittent Mandatory Ventilation), синхронизированная перемежающаяся принудительная вентиляция с управляемым давлением. Эти режимы приобрели в практике ИВЛ значительную популярность, поскольку, если это необходимо, они могут полностью обеспечить принудительную управляемую ИВЛ без переключения на другие режимы, а при нестабильной самостоятельной вентиляции они поддерживают необходимый уровень минутной вентиляции. Кроме того, эти режимы значительно лучше переносятся пациентами в сознании, чем полностью принудительные режимы, и их применение позволяет плавно проводить отлучение пациентов от ИВЛ.
Режимы вспомогательной вентиляции включают PSV (Pressure Support Ventilation), вспомогательную вентиляцию с поддержкой давлением, или ASB (Assisted Spontaneous Breathing) и PPS (Proportional Pressure Support), или PAV (Proportional Assist Ventilation) — пропорциональную поддержку давлением.
Первый из них сегодня является основным видом полностью вспомогательной вентиляции, при нём принудительные аппаратные вдохи полностью отсутствуют, частота вентиляции, продолжительность как вдоха, так и выдоха полностью от возможностей пациента, а аппарат ИВЛ, распознавая попытку вдоха, подаёт в дыхательные пути инспираторный поток, величина которого зависит от установленной скорости нарастания и уровня поддерживающего давления.
Второй режим является логическим развитием первого, и отличается от него тем, что чем большее инспираторное усилие создаёт пациент, тем больший поток и большее поддерживающее давление подаются аппаратом.
При проведении вспомогательных режимов ИВЛ очень большое значение имеет сопротивление эндотрахеальной или трахеостомической трубки, поскольку из-за относительно малого диаметра трубки и её высокого сопротивления давление в дыхательных путях оказывается во время вдоха значительно ниже давления в дыхательном контуре, и аппаратное поддерживающее давление просто не успевает за время вдоха компенсировать эту разницу давлений. Во избежание чрезмерной дополнительной работы дыхания со стороны пациента в современных респираторах реализован режим автоматической компенсации сопротивления интубационной трубки — ATC (Automatic Tube Compensation) или TRC (Tube Resistance Compensation), меняющие величину потока поддержки в зависимости от диаметра трубки.
Сравнительно новый режим ИВЛ, недавно разработанный специалистами фирмы Hamilton Medical — режим пропорциональной вспомогательной вентиляции (Proportional Assist Ventilation, PAV) и адаптивной поддерживающей вентиляции (Adaptive Support Ventilation, ASV).
Режим PAV оказывает респираторную поддержку в соответствии с измеренными характеристиками дыхательной системы пациента, в соответствии с дыхательными усилиями (попытками) пациента, основываясь на сигнале величины потока, экспираторной константе времени и величине комплаенса лёгких. Другими словами, этот режим пытается максимально адаптировать работу аппарата ИВЛ к потребностям пациента.
ASV можно описать как «электронный протокол ИВЛ», который включает в себя самые новые и сложные способы измерения и алгоритмы для того, чтобы сделать ИВЛ более безопасной, простой и последовательной. Этот режим разработан для вентиляции не только пассивно, но и активно дышащих пациентов. ASV распознаёт спонтанную дыхательную активность и автоматически переключает аппарат между принудительной вентиляцией, контролируемой по давлению, и спонтанным дыханием с поддержкой давлением.
Путём мониторинга общей ЧД, спонтанной ЧД и давления на вдохе можно определить реакцию пациента на вспомогательную вентиляцию и оценить его взаимодействие с ASV в среднесрочной и долгосрочной перспективе.
NAVA, «Neurally Adjusted Ventilatory Assist» — режим, доступный на аппаратах Servo-i фирмы «MAQUET». Режим ИВЛ создан на основе режима «Pressure support ventilation» (PSV). Два существенных отличия от режима PSV — это уникальный триггер и способ изменения давления поддержки. Аппарат ИВЛ оснащён системой, распознающей нервный импульс, проходящий по диафрагмальному нерву к диафрагме. Датчик-электрод заключён в стенке желудочного зонда и соединён тонким проводом с блоком управления аппарата ИВЛ. Таким образом, аппарат ИВЛ начинает вдох в ответ на сигнал, исходящий непосредственно из дыхательного центра. Электрический импульс регистрируется, когда приказ на вдох, идущий из дыхательного центра по диафрагмальному нерву, распространяется на диафрагму. Компьютер аппарата ИВЛ отделяет нужный сигнал от других электрических импульсов, в частности, от электрической активности сердца. Величина сигнала оценивается аппаратом ИВЛ в микровольтах. Уровень давления поддержки аппарат ИВЛ выбирает пропорционально величине электрического импульса, генерируемого дыхательным центром. Помимо управления вдохом система «NAVA» на аппарате Servo-i позволяет мониторировать активность дыхательного центра и сопоставлять её работой аппарата в любом режиме ИВЛ.

## Высокочастотная искусственная вентиляция лёгких
В последнее время[когда?] увеличивается интерес называемой высокочастотной ИВЛ (ВЧ ИВЛ, «High-frequency ventilation»). Это понятие относится к ИВЛ с частотой дыхания более 60 мин−1 при адекватном уменьшении дыхательного объёма. Метод в его современном виде был предложен Jonzon и соавторами в 1970 г. в развитие идеи «частого дыхания» Т. Грея.
Основная цель ВЧ ИВЛ — резкое уменьшение перепада давления в лёгких от выдоха к вдоху (при частоте более 200 мин−1 и дыхательном объёме 100—150 мл давление становится практически постоянным в течение всего дыхательного цикла) и некоторое снижение среднего внутригрудного давления. Значительное уменьшение дыхательных экскурсий грудной клетки и лёгких даёт преимущество при операциях на лёгких, при наличии бронхоплевральных свищей, оно способствует стабилизации внутричерепного давления, что немаловажно, например, при микрохирургических вмешательствах на мозге. Снижение максимального давления на вдохе уменьшает вероятность развития баротравмы лёгких и нарушений гемодинамики, способствует ощущению «дыхательного комфорта» у больного. Ещё одно положительное качество ВЧ ИВЛ, которое отметил Sjostrand (1980), состоит в том, что при частоте более 80 — 100 мин−1 при нормальном PaCO2 легко подавляется спонтанная дыхательная активность, что способствует хорошей адаптации больного к работе аппарата ИВЛ.
ВЧ ИВЛ достигается двумя основными способами — «струйным» и «объёмным».
Струйная ВЧ ИВЛ. Сущность этого способа заключается в комбинации струйного (инжекционного) метода ИВЛ с вентиляцией под перемежающимся положительным-положительным давлением при частоте дыхания обычно 100—300 мин−1. Применение способа рассчитано прежде всего на получение суммы преимуществ, свойственных каждому из слагаемых. Однако, высокоскоростная струя газа в сочетании с высокой частотой обладает и специфическим действием, способствуя равномерности распределения газа в лёгких и улучшению смешивания газа, содержащегося во вдыхаемом объёме, с газом остаточного объёма и тем самым лучшей оксигенации артериальной крови.
Объёмная ВЧ ИВЛ. Этот способ отличается от традиционных способов ИВЛ только значительным увеличением частоты дыхания. При нём сохраняется обычная линейная скорость газовой струи и необходимость герметичного соединения системы аппарат — пациент, равно как и доступность измерения параметров вентиляции и возможность полноценного кондиционирования дыхательной смеси.
Разновидностью ВЧ ИВЛ является так называемая осцилляторная вентиляция с частотой циклов от 10 до 25 Гц (600—1500 мин−1) и более. При таких частотах перемещаемый объём газа снижается до минимальных размеров (10 — 15 мл и менее), и само понятие «вентиляция» как обмен объёмов утрачивает реальный смысл. В этих условиях газообмен осуществляется, по-видимому, не за счёт конвекции газа, а за счёт диффузии газа в газовой среде, значительно усиливаемой осцилляциями.
| НАИМЕНОВАНИЕ РЕЖИМА                                        | ОПИСАНИЕ |
| ---------------------------------------------------------- | --- |
| «APV», «Adaptive pressure ventilation»                     | режим ИВЛ на аппарате Hamilton Galileo аналог «PRVC». |
| «APRV», «Airway Pressure Release Ventilation»              | ИВЛ с помощью снижения давления. Вариант «BIPAP» с длинной фазой time high и короткой фазой time low. |
| «ARPV/Biphasic»                                            | режим ИВЛ на аппарате Viasys Avea. ИВЛ с возможностью спонтанного дыхания на двух уровнях давления в дыхательных путях. Точно также как и в «BIPAP» происходит чередование фазы высокого давления в дыхательных путях с фазой низкого давления. |
| «ASB», «Assisted spontaneous breathing»                    | синоним"PSV". |
| «Assist/control» («A/C»)                                   | синоним «CMV». |
| «Assist-control ventilation» («ACV») («A-C»)               | синоним «CMV». |
| «Assisted mechanical ventilation» («AMV»)                  | синоним «CMV». |
| «Assist/control +pressure control»                         | синоним «CMV». |
| «ASV» «Adaptive support ventilation»                       | адаптивная поддерживающая вентиляция. Этот режим есть на аппарате ИВЛ Hamilton Galileo. Цель режима «ASV» — обеспечить заданный объём минутной вентиляции (как в режиме «MMV»), но не допустить развития частого поверхностного дыхания (rapid shallow breathing). Для достижения этой цели аппарат, выполняет принудительные вдохи и поддерживает спонтанные вдохи пациента, как в режиме «SIMV». Соотношение числа принудительных и спонтанных вдохов режим «ASV» устанавливает в зависимости от дыхательной активности пациента. Кроме того, аппарат выполняет коррекцию параметров принудительных и спонтанных вдохов от вдоха к вдоху (Dual Control Breath-to-Breath), как в режимах «PRVC» и «VS». То есть аппарат меняет уровень давления поддержки так, чтобы во время каждого вдоха доставлять целевой дыхательный объём. |
| «AutoFlow»                                                 | режим ИВЛ на аппаратах ИВЛ фирмы Dräger Evita-2dura, Evita-4, Evita-XL, аналог «PRVC». |
| «AutoMode»                                                 | режим, включающий в себя два режима и производящий автоматическое переключение в обе стороны в зависимости от дыхательной активности пациента. В одном режиме все вдохи принудительные (CMV), а во втором все вдохи спонтанные (CSV). |
| AutoPEEP                                                   | АутоПДКВ (AutoPEEP, Intrinsic PEEP) возникает когда настройки аппарата ИВЛ (частота дыханий, объём и длительность вдоха) не соответствуют возможностям пациента. В этом случае пациент до начала нового вдоха не успевает выдохнуть весь воздух предыдущего вдоха. Соответственно, давление в конце выдоха (end expiratory pressure) оказывается выше, чем задано настройками аппарата. AutoPEEP — это разница между Total PEEP и PEEP, установленным в настройках режима ИВЛ. Синонимы: Inadvertent PEEP — непреднамеренное ПДКВ, Intrinsic PEEP — внутреннее ПДКВ, Inherent PEEP — естественное ПДКВ, Endogenous PEEP — эндогенное ПДКВ, Occult PEEP — скрытое ПДКВ, Dynamic PEEP — динамическое ПДКВ. |
| «BiLevel»                                                  | режим ИВЛ на аппарате Puritan Bennet 840. Этот режим очень похож на «BIPAP» от фирмы Dräger. Главное отличие в том, что в режиме «BIPAP» опция «PSV» работает только с уровня PEEP low, а в «BiLevel» поддержка спонтанного дыхания возможна с двух уровней (PEEP low и PEEP high) 1. «BiLevel» — это режим спонтанной вентиляции на двух уровнях PEEP с переключением с одного уровня давления на другой через заданные временные интервалы. 2. «BiLevel» — это «Pressure control ventilation» с возможностью спонтанного дыхания в течение всего дыхательного цикла. Иными словами, спонтанное дыхание, совмещённое со стандартным режимом «PCV». При этом на каждом уровне давления спонтанные вдохи могут быть поддержаны давлением («BiLevel»+ «PSV»).                                                                        |
| «BIPAP», «Biphasic positive airway pressure»               | режим ИВЛ на аппаратах фирмы Dräger. 1."BIPAP" — это режим спонтанной вентиляции на двух уровнях СРАР с переключением с одного уровня давления на другой через заданные временные интервалы. 2. «BIPAP» — это «Pressure control ventilation» с возможностью спонтанного дыхания в течение всего дыхательного цикла. Иными словами- спонтанное дыхание совмещённое со стандартным режимом «PCV». |
| «BIPAPAssist»                                              | режим ИВЛ на аппаратах фирмы Dräger отличается то классического «BIPAP» тем, что в инспираторная попытка на нижнем уровне СРАР всегда включает переход на верхний уровень СРАР. |
| «BiPAP»                                                    | режим на аппаратах фирмы «Respironics» для неинвазивной ИВЛ, вариант режима «PSV» через дыхательную маску. |
| «Bi-Vent»                                                  | режим ИВЛ на аппарате Servo-I фирмы MAQUET. Этот режим очень похож на «BIPAP» от фирмы Dräger. Главное отличие в том, что в режиме «BIPAP» опция «PSV» работает только с уровня PEEP low, а в «Bi-Vent» поддержка спонтанного дыхания возможна с двух уровней (PEEP и P high). |
| «CDP» (Continuous distending pressure)                     | синоним CPAP. |
| «CMV» (continuous mandatory ventilation)                   | это вариант согласования вдохов, при котором все вдохи принудительные (mandatory). |
| «CMV»                                                      | варианты расшифровки аббревиатуры: «Continuous mandatory ventilation», «Controlled mandatory ventilation», «Continuous mechanical ventilation», «Controlled mechanical ventilation», все варианты расшифровки — синонимы. |
| «Control mode»                                             | синоним «CMV» |
| «Continuous mandatory ventilation + assist»                | синоним «CMV» |
| «Compliance» (Cst)                                         | комплаенс, растяжимость, податливость. Размерность комплаенса — мл/мбар показывает, на сколько миллилитров увеличивается объём при повышении давления на 1 миллибар. Комплайнс дыхательной системы характеризует растяжимость лёгких и грудной клетки. Комплайнс — величина обратная упругости compliance =1/ elastance. |
| «CPAP» (constant positive airway pressure)                 | постоянное положительное давление в дыхательных путях. Умный аппарат ИВЛ при включении этой опции, виртуозно «играя» клапанами вдоха и выдоха, будет поддерживать в дыхательном контуре постоянное, одинаковое давление. |
| «CPPB» (Continuous positive pressure breathing)            | синоним CPAP. |
| «CSV» (continuous spontaneous ventilation)                 | это вариант согласования вдохов, при котором все вдохи самостоятельные. |
| Dual controlled ventilation                                | так называют «интеллектуальные» программы управления, когда, например, для получения заданного объёма аппарат, работающий в режиме PCV, меняет давление и длительность вдоха. Существуют «интеллектуальные» программы, которые перенастраивающие аппарат за время одного вдоха и программы, выполняющие перенастройку за несколько вдохов. |
| «Duo-PAP/APRV»                                             | режим ИВЛ на аппарате «Hamilton Galileo» очень похож на «BiLevel» на аппаратеPuritan Bennet 840. |
| Double loop «dual» control                                 | аппарат ИВЛ решает две задачи в рамках одного режима ИВЛ например: при управлении по давлению аппарат ИВЛ не только обеспечивает заданное давление вдоха, но и стремится доставить целевой дыхательный объём. |
| Dual Control Within a Breath                               | автоматическая коррекция параметров ИВЛ во время каждого вдоха. Режимы «PLV» (Drager Evita 4) и «VAPS» (Bird 8400ST). При создании этих режимов использован принцип управления Autosetpoint. |
| Dual Control Breath-to-Breath                              | Аппарат анализирует состоявшийся вдох и выполняет коррекцию параметров ИВЛ между вдохами. При создании этих режимов использован принцип управления Adaptive Control. |
| Dynamic PEEP                                               | динамическое ПДКВ, синоним AutoPEEP. |
| EEP (End-expiratory pressure)                              | синоним PEEP. |
| Endogenous PEEP                                            | эндогенное ПДКВ, синоним AutoPEEP. |
| EPAP (Expiratory positive airway pressure)                 | синоним PEEP. |
| «Extended mandatory minute ventilation», «EMMV»            | режим ИВЛ синоним «Mandatory minute ventilation». |
| Functional residual capacity (FRC)                         | Функциональная остаточная ёмкость — ФОЕ — это объём воздуха в лёгких по завершении обычного выдоха. |
| HFV (high frequency ventilation)                           | высокочастотная ИВЛ — частота вдохов больше 60 в минуту. Дыхательный объём может быть меньше объёма мёртвого пространства. Газообмен происходит за счёт диффузии. |
| «IDV», «Intermittent demand ventilation»                   | режим ИВЛ, аналогичный «IMV». |
| IMV (intermittent mandatory ventilation)                   | перемежающаяся принудительная вентиляция — это вариант согласования вдохов, при котором принудительные вдохи чередуются с самостоятельными. Этот же термин используется как название режимов ИВЛ. |
| Inspiratory capacity (IC)                                  | Ёмкость вдоха — ЕВ — это объём максимального вдоха после обычного выдоха. |
| Inadvertent PEEP                                           | непреднамеренное ПДКВ, синоним AutoPEEP. |
| Intrinsic PEEP                                             | внутреннее ПДКВ, синоним AutoPEEP. |
| Inherent PEEP                                              | естественное ПДКВ, синоним AutoPEEP. |
| «Inspiratory assist» («IA»)                                | синоним «PSV». |
| «Inspiratory pressure support» («IPS»)                     | синоним"PSV". |
| «Inspiratory flow assist» («IFA»)                          | синоним"PSV". |
| Iron lung                                                  | «железные лёгкие» — аппарат ИВЛ, NPV, создающий отрицательное давление над поверхностью всего тела пациента в момент вдоха. |
| «IRPCV», «Inverse Ratio Pressure Control Ventilation»      | синоним «IRV». |
| «IPPV» «Intermittent positive pressure ventilation»        | синоним «CMV». |
| «IRV», «Inverse Ratio Ventilation»                         | это режим принудительной вентиляции, при котором продолжительность вдоха больше продолжительности выдоха. Все вдохи принудительные и доставляются с заданной частотой. Обычно под «IRV» понимают соотношение вдоха к выдоху от 1:1 до 4:1. «IRV» — это «CMV» с обратным отношением длительности вдоха и выдоха. Существуют два варианта «IRV»: с управлением по объёму и по потоку. Kirassa — «кираса» — аппарат ИВЛ, NPV, создающий отрицательное давление над поверхностью грудной клетки пациента в момент вдоха. |
| «Mandatory minute ventilation», «MMV»                      | это режим ИВЛ при котором пациент дышит самостоятельно в «PSV», а аппарат ИВЛ каждые 20 секунд рассчитывает объём минутной вентиляции. Если пациент не может обеспечить заказанный (целевой) МОД (target minute volume), аппарат ИВЛ увеличивает поддержку. |
| Maximum capacity                                           | максимальная абсолютная влажность (МАВ) — это максимальное количество (мг/л) водяного пара для данной температуры газа или ёмкость газа для паров воды при данной температуре. |
| Minute volume (MV)                                         | Минутный объём — это сумма дыхательных объёмов за минуту. Если все дыхательные объёмы в течение минуты равны, можно просто умножить дыхательный объём на частоту дыханий. |
| «Minimum minute volume» «MMV»                              | режим ИВЛ, синоним «Mandatory minute ventilation». |
| «NAVA», «Neurally Adjusted Ventilatory Assist»             | режим, доступный на аппаратах Servo-i фирмы «MAQET». Аппарат ИВЛ оснащён системой, распознающей нервный импульс, проходящий по диафрагмальному нерву к диафрагме. Датчик-электрод заключён в стенке желудочного зонда и соединён тонким проводом с блоком управления аппарата ИВЛ. Таким образом, аппарат ИВЛ начинает вдох в ответ на сигнал, исходящий непосредственно из дыхательного центра. Электрический импульс регистрируется, когда приказ на вдох, идущий из дыхательного центра по диафрагмальному нерву, распространяется на диафрагму. |
| NPV (negative pressure ventilation)                        | ИВЛ осуществляемая за счёт создания отрицательного давления над поверхностью тела пациента в момент вдоха («кираса», «железные лёгкие»). |
| Occult PEEP                                                | скрытое ПДКВ, синоним AutoPEEP. |
| Optimal Control                                            | принцип управления, при котором аппарат ИВЛ подбирает оптимальный дыхательный объём и частоту дыханий, чтобы получить нужный пациенту объём минутной вентиляции. Для решения этой задачи постоянно вносятся поправки в управление по давлению. При угнетении дыхательной активности пациента аппарат добавляет принудительные вдохи. Этот принцип управления использован при создании режима «Adaptive Support» в аппарате ИВЛ Hamilton Galileo. |
| «PA» «Pressure augmentation»                               | режим ИВЛ на аппарате Bear 1000. Аналог «VAPS». |
| «PAV», «Proportional assist ventilation»                   | Пропорциональная поддержка давлением. Режим ИВЛ, изменяющий поддержку вдоха пациента прямо пропорционально к величине инспираторного усилия. Аналог «PPS». |
| «PCIRV», «Pressure Control Inverse Ratio Ventilation»      | синоним «IRV». |
| PEEP                                                       | ПДКВ — положительное давление конца выдоха. |
| «PPS», «Proportional pressure support»                     | Пропорциональная поддержка давлением. Режим ИВЛ изменяющий поддержку вдоха пациента прямо пропорционально к величине инспираторного усилия. Аналог «PAV». |
| PPV (positive pressure ventilation)                        | способ ИВЛ, при котором на вдохе давление воздуха в дыхательных путях пациента выше атмосферного. |
| Pressure controlled ventilation (PCV)                      | способ управления вдохом за счёт изменения давления. |
| «Pressure controlled ventilation» («PCV»)                  | синоним «CMV». |
| «Pressure controlled ventilation + assist»                 | синоним «CMV». |
| «Pressure control» («PC»)                                  | синоним «CMV». |
| «Pressure control assist control»                          | синоним «CMV». |
| «Pressure support ventilation», «PSV»                      | вентиляция с поддержкой давлением, режим спонтанной ИВЛ. |
| «PRVC», «Pressure-regulated volume control»                | режим вентиляции на основе «Pressure control ventilation» или «PCV» особенность состоит в том, что уровень давления вдоха устанавливает аппарат ИВЛ на основе заданного врачом целевого дыхательного объёма. При создании режима использован принцип управления Adaptive Control с паттерном ИВЛ DC-CMV. Этот режим есть на аппаратах ИВЛ Siemens 300, Servo-I, Avea Viasys, Inspiration e-Vent. |
| «SIMV» («synchronized intermittent mandatory ventilation») | синхронизированная перемежающаяся принудительная вентиляция. Этот термин используется, как название режимов ИВЛ, использующих способ согласования вдохов IMV. |
| Setpoint Control                                           | принцип управления, при котором аппарат ИВЛ строго выдерживает установленные параметры режима. Например, дыхательный объём или поток и длительность вдоха, или предел давления на вдохе и т. д. |
| Servo Control                                              | принцип управления, при котором аппарат ИВЛ вносит поправки в управление потоком на вдохе. В опции «Automatic Tube Compensation» компенсируется сопротивление эндотрахеальной трубки, а в режиме «Proportional Assist Ventilation» аппарат ИВЛ оказывает поддержку вдоха пропорционально инспираторному усилию пациента. Принцип Servo Control использован в режимах «ATC» и «PAV». |
| «Spontaneous pressure support» («SPS»)                     | синоним «PSV». |
| Time constant (τ)                                          | постоянная времени. Это произведение комплаенс на резистанс. τ = Cst х Raw Размерность постоянной времени — секунды. Показывает, как комплаенс и резистанс в совокупности влияют на скорость пассивного выдоха. |
| «Time cycled assist control»                               | синоним «CMV». |
| Total lung capacity (TLC)                                  | Общая ёмкость лёгких — ОЕЛ — это объём воздуха в лёгких по завершении максимального вдоха. |
| Total PEEP                                                 | суммарное ПДКВ, или ПДКВ получаемое при измерении давления в дыхательных путях во время паузы выдоха (Expiratory hold).Total PEEP=AutoPEEP+PEEP. |
| Trigger                                                    | Для аппарата ИВЛ — это пусковая схема включающая вдох. |
| «VAPS» (Volume-assured pressure support)                   | режим ИВЛ на аппарате Bird 8400ST аналог «PA». |
| «Ventilation + patient trigger»                            | синоним «CMV». |
| Volume capacity (VC)                                       | Жизненная ёмкость лёгких — ЖЕЛ — это объём вдоха после максимального выдоха. |
| Volume Cycling                                             | переключение со вдоха на выдох «по объёму». |
| Volume controlled ventilation (VCV)                        | способом управления является изменение дыхательного объёма. |
| Volume trigger                                             | Триггер по объёму. Триггер срабатывает на прохождение заданного объёма в дыхательные пути пациента. |
| «Volume controlled ventilation» («VCV»)                    | синоним «CMV». |
| «Volume control» («VC»)                                    | синоним «CMV». |
| «Volume control assist control»                            | синоним «CMV». |
| «Volume cycled assist control»                             | синоним «CMV». |
| «VS» «Volume Support»                                      | режим вентиляции на основе «Pressure support ventilation», в котором аппарат ИВЛ задаёт уровень давления поддержки для доставки целевого дыхательного объёма. Этот режим есть на аппаратах ИВЛ Siemens 300, Servo-i, Inspiration e-Vent и PB-840. |
| «Volume Control Inverse Ratio Ventilation» («VCIRV»)       | синоним «IRV». |
| ZEEP (zero end expiratory pressure)                        | нулевое давление конца выдоха. В конце выдоха давление снижается до уровня атмосферного. |